# رادی سیام
رادی سیام (انگلیسی: Radhey Shyam; ۱ مهٔ ۱۹۵۵ – ۱ ژانویهٔ ۲۰۰۶) بازیکن بسکتبال اهل هند بود. وی در بازی‌های المپیک تابستانی ۱۹۸۰ شرکت کرده‌است.